# Jacques Roston
Jacques Roston (* 1874 in Koło in Polen; † 1947 in London) war ein Sprachlehrer und Übersetzer. Er war der Erfinder der Linguaphone-Methode.

## Biografie
Jacques Roston wurde 1874 in Polen, das damals unter russischer Verwaltung stand, als Jakub Rosenblum, Sohn von Sadimir Rosenblum und Augusta Szczenska, geboren.
1901 gründete er in High Holborn, London, die Linguaphone-Group, ein Unternehmen, das Sprachlernprogramme für das Selbststudium entwickelte und vertrieb und das bis heute international tätig ist. 

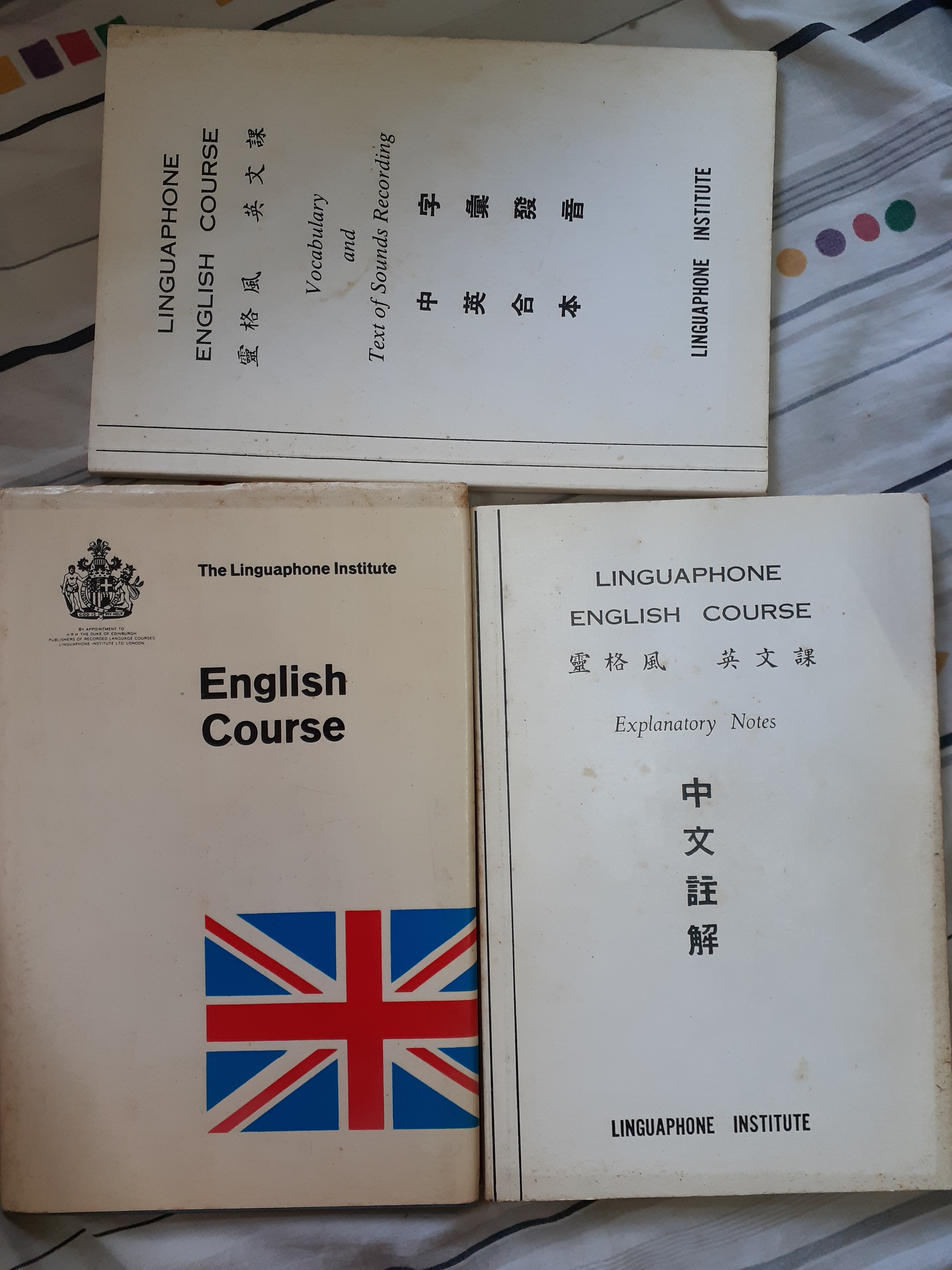
Linguaphone-Sprachkurse

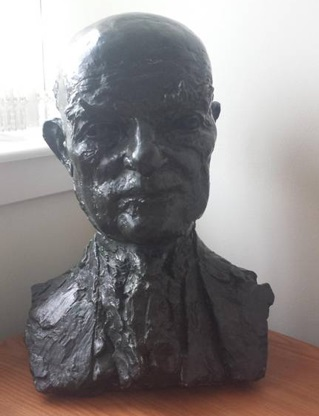
Büste von Jacques Roston

Er erkannte sehr früh das Potential des Grammophons beim Sprachenlernen. Bis 1921 gab es Linguaphone-Kurse für das Erlernen der englischen Sprache in Deutsch, Italienisch, Französisch, Spanisch, Afrikaans und Esperanto. 
In den 1920er Jahren konsolidierte Roston sein Übersetzungsbüro, das zum größten in Großbritannien wurde, und verbesserte die Technik des Grammophons. Er entwickelte den Linguaphone-Repeater, der den Tonarm automatisch über der Rille platzierte, ohne ihn manuell anheben zu müssen, und das Linguaphone Solophone, das isoliertes Hören über Kopfhörer ermöglichte. 
Bis Ende der 1920er Jahre wurden Linguaphone-Kurse in 92 Ländern durchgeführt.